# Tom Johnston
Tom Johnston, född Charles Thomas Johnston 15 augusti 1948 i Visalia, Kalifornien, är en amerikansk sångare, gitarrist och låtskrivare. Johnston var en av originalmedlemmarna i The Doobie Brothers från 1970. Han skrev och sjöng några av gruppens största hitlåtar som "Listen to the Music", "Long Train Runnin' " och "China Grove". Han lämnade gruppen 1977 av främst hälsoskäl, men inledde strax därpå en solokarriär. 1980 fick han en amerikansk singelhit med låten "Savannah Nights". Sedan 1987 är han åter medlem i Doobie Brothers.

## Diskografi
Solo
- Everything You've Heard Is True (1979)
- Still Feels Good (1981)
- "Where Are You Tonight" (1987) (Soundtrack till filmen "Dirty Dancing")

Studioalbum med the Doobie Brothers
- The Doobie Brothers (1971)
- Toulouse Street (1972) (U.S. #21)
- The Captain and Me (1973) (U.S. #7)
- What Were Once Vices Are Now Habits (1974) (U.S. #4)
- Stampede (1975) (U.S. #4)
- Takin' It to the Streets (1976) (U.S. #8)
- Livin' on the Fault Line (1977) (U.S. #10)
- Cycles (1989) (U.S. #17)
- Brotherhood (1991) (U.S. #82)
- Sibling Rivalry (2000)
- On Our Way Up (2001)
- World Gone Crazy (2010) (U.S. #39)